# Tabanus riyadhae
Tabanus riyadhae är en tvåvingeart som beskrevs av Amoudi och Leclercq 1988. Tabanus riyadhae ingår i släktet Tabanus och familjen bromsar.
Artens utbredningsområde är Saudiarabien. Inga underarter finns listade i Catalogue of Life.